# إسحاق ابن لطيف
إسحاق ابن لطيف (بالإسبانية: Isaac ibn Latif)‏ هو كاتب وفيلسوف إسباني، ولد في 1210 في طليطلة في إسبانيا، وتوفي بنفس المكان في 1280.